# Luc Trudel
Pour les articles homonymes, voir Trudel.
Luc Trudel, né le 24 août 1970 à Shawinigan, est un homme politique québécois. Il a été député péquiste à l'Assemblée nationale du Québec, représentant la circonscription de Saint-Maurice de 2012 à 2014. Il a été défait en 2014.

## Biographie
Luc Trudel a fait ses études secondaires au Séminaire Sainte-Marie. Il a poursuivi ses études au Cégep de Shawinigan pour ensuite se diriger en administration à l'Université McGill.
Il est reboiseur chez La Médéole de 1987 à 1991. Il est ensuite technicien en administration à l'Hôpital Maisonneuve-Rosemont en 1992 et directeur général de la Chambre de commerce de Shawinigan en 1993 et en 1994.
De 1994 à 2012, il est attaché politique du député de Saint-Maurice, Claude Pinard.
Il est élu député du Parti québécois dans Saint-Maurice en 2012. Il est défait en 2014. 
Il se présente aux élections municipales de 2021 à Shawinigan, mais il est défait par Michel Angers. Il se représente à nouveau en 2025. 

### Vie personnelle
Conjoint de Barbara Wagner, ils ont comme enfants: Jessica, Raphaël et Ariane. Fils de Claude Trudel (avocat, juge de la cour municipale à Shawinigan) et de Madeleine Leclerc (enseignante, commissaire de la Commission Scolaire de Shawinigan (CSS)). Neveu de Robert Trudel (homme d'affaires, directeur général de la Cité de l'Énergie) et petit-fils de Charles-Auguste Trudel (entrepreneur, syndicaliste, conseiller municipal de la ville de Shawinigan).